# Кидаловичі
Кидаловичі (Кідаловіце, пол. Kidałowice) — село у Закерзонні в Польщі, у гміні Павлосюв Ярославського повіту Підкарпатського воєводства.
Населення — 839 осіб (2011).

## Історія
Після анексії в 1434 р. Галичини поляками лівобережне Надсяння півтисячоліття піддавалось інтенсивній латинізації та полонізації.
За переписом населення 1881 року в селі було 449 мешканців, з них 365 римо-католиків і 84 греко-католики. Греко-католики належали до парафії Ярослав Ярославського деканату Перемишльської єпархії.
У 1936 р. в селі було 35 греко-католиків. Село було адміністративним центром ґміни Ярослав Ярославського повіту Львівського воєводства.
У 1975—1998 роках село належало до Перемишльського воєводства.

## Демографія
Демографічна структура станом на 31 березня 2011 року:
|          | Загалом | Допрацездатний вік | Працездатний вік | Постпрацездатний вік |
| -------- | ------- | ------------------ | ---------------- | -------------------- |
| Чоловіки | 424     | 88                 | 300              | 36                   |
| Жінки    | 415     | 82                 | 243              | 90                   |
| Разом    | 839     | 170                | 543              | 126                  |